# Kelvin Gibbs
Kelvin Alphonso Gibbs (Bellflower, 24 ottobre 1978) è un ex cestista statunitense, professionista in Europa.

## Palmarès
- FIBA EuroCup Challenge: 1

VVS Samara: 2006-07